# Ieri e oggi (Nico Fidenco)
Ieri e oggi è una raccolta di Nico Fidenco, pubblicata nel 1992.

## Descrizione
L'album raccoglie 14 brani dalla discografia di Nico Fidenco appartenenti al periodo pop anni sessanta, qui riproposti in chiave riarrangiata, più due brani inediti: Che caldo che fa e La strada bianca.
La raccolta contiene anche alcuni brani che furono colonne sonore di successo come What a sky, la versione in italiano di Moon River, L'uomo che non sapeva amare e Il mondo di Suzie Wong, più altri classici come Legata a un granello di sabbia e Con te sulla spiaggia, ed altre tracce estratte dagli album incisi negli anni ottanta come Direzione vietata.

## Edizioni
L'album fu pubblicato dall'etichetta indipendente Centotre per la prima volta nel 1992 in versione LP, CD ed MC con numero di catalogo MFLP 021.
Nel 1996 l'etichetta Duck Record pubblicò una seconda versione della raccolta per la serie economica Gold dal titolo I grandi successi, contenente le stesse tracce ma disposte in maniera differente. È questa la versione presente anche sulle piattaforme digitali.
Nel 1997 l'etichetta Super Music pubblicò una terza versione della raccolta dal titolo Legata a un granello di sabbia, mantenendo la stessa tracklist ma con un artwork differente, anch'essa presente sulle piattaforme digitali.
Nel 1999 viene distribuita per il mercato brasiliano una quarta edizione della compilation per l'etichetta CID dal titolo Per Amore 3 (As Mais Belas Canções Italianas).

## TracceIeri e oggi
1. What a sky
2. Il mondo di Suzie Wong
3. Legata a un granello di sabbia
4. Moon River
5. L'uomo che non sapeva amare
6. Ciò che rimane alla fine di un amore
7. Che caldo che fa
8. Con te sulla spiaggia
9. Come nasce un amore
10. Se mi perderai
11. A casa d'Irene
12. Exodus
13. Direzione vietata
14. La strada bianca

## Tracce RistampaI grandi successiCD 1996 e versione digitale
1. Legata a un granello di sabbia
2. Moon River
3. What a sky
4. Il mondo di Suzie Wong
5. L'uomo che non sapeva amare
6. Ciò che rimane alla fine di un amore
7. Direzione vietata
8. Con te sulla spiaggia
9. Come nasce un amore
10. Se mi perderai
11. Exodus
12. A casa d'Irene
13. La strada bianca
14. Che caldo che fa